# Machete (filme)
Machete (mesmo título em Portugal e no Brasil) é um filme dirigido por Robert Rodriguez e Ethan Maniquis, que estreou dia 3 de setembro de 2010 nos Estados Unidos, sendo, na verdade, a expansão de um falso trailer inserido no filme Grindhouse (2007), colaboração entre Rodriguez e Quentin Tarantino. O personagem "Machete" origina do filme Pequenos Espiões (2001), também de Rodriguez. Este é o primeiro filme em que Danny Trejo interpreta o personagem principal.
O filme também é estrelado por Robert De Niro, Jessica Alba, Don Johnson, Michelle Rodriguez, Steven Seagal em seu primeiro filme para o cinema desde No Corredor da Morte (2002), e Lindsay Lohan. Cheech Marin e Jeff Fahey retornaram para retratar seus personagens do trailer original.
A sequência Machete Kills estreou em 13 de setembro de 2013 nos Estados Unidos e contou também com a participação de Charlie Sheen, Sofía Vergara, Antonio Banderas, Zoe Saldana, Vanessa Hudgens, Alexa Vega e a cantora Lady Gaga.

## Sinopse
A história gira em torno de Machete Cortez (Danny Trejo), um ex-agente federal mexicano. A abertura do filme se dá no México, com Machete em uma missão para resgatar uma garota sequestrada. Durante a operação ele é traído por seu chefe corrupto para um poderoso traficante de drogas, Rogelio Torrez (Steven Seagal), que mata sua esposa e filha.
Três anos depois, Machete, que agora trabalha como operário, aceita uma oferta do empresário Michael Booth (Jeff Fahey) para matar o Senador John McLaughin (Robert DeNiro), que quer expulsar todos os imigrantes ilegais do México.
Machete aceita, apenas para ser traído pelos homens de Booth e usado como bode expiatório em um plano para retratar todos os mexicanos como terroristas e convencer a prefeitura a construir uma enorme muralha elétrica para mantê-los fora do país.
Porém, contrariando todas as expectativas, Machete sobrevive e parte em busca de vingança, ajudado por Sartana Rivera (Jessica Alba), uma agente do Departamento de Imigração dividida entre o que dita a lei e o que manda seu coração; Luz (Michelle Rodriguez), uma vendedora de tacos com mãos rápidas e um coração revolucionário; Padre (Cheech Marin), seu irmão, um padre que é bom com bênçãos, mas melhor com armas; e April Booth (Lindsay Lohan), a filha de Booth e uma socialite viciada em adrenalina e com um gosto por armas de fogo.
No caminho de Machete, estão não apenas McLaughin e suas conexões políticas e Booth e sua infindável lista de assassinos, mas também o Tenente Stillman (Don Johnson) e sua cruel patrulha da fronteira e Torres e seu cartel de traficantes impiedosos.

## Elenco
- Danny Trejo - Isodoro "Machete" Cortez
- Steven Seagal - Torres
- Michelle Rodriguez - Luz/Shé
- Jessica Alba - Sartana
- Robert De Niro - Senador John McLaughlin
- Jeff Fahey - Michael Booth
- Cheech Marin - Padre
- Lindsay Lohan - April Booth
- Daryl Sabara - Júlio
- Tom Savini - Osiris Amampour
- Don Johnson - Von
- Alicia Rachel Marek - June Booth
- Shea Whigham - Atirador

## Recepção da crítica
Machete teve recepção mista por parte da crítica especializada. Em base de 29 avaliações profissionais, alcançou uma pontuação de 60% no Metacritic.